# Träuschlinge
Die Träuschlinge (Stropharia) sind eine Pilzgattung aus der Familie der Träuschlingsverwandten.

## Merkmale
Die Träuschlinge sind mittelgroße bis große, fleischige, in Hut und Stiel gegliederte Blätterpilze. Der konvexe Hut kann verschieden gefärbt sein, er ist klebrig bis stark schleimig und fleischig und oft mit Velumresten bedeckt. Der je nach Art schleimige oder trockene und oft schuppig-flockige Stiel ist stets flockig bis häutig beringt, der Ring kann flüchtig sein. Die nicht fleckigen Lamellen sind breit bis etwas ausgebuchtet angewachsen und reif grau, graubraun oder grauviolett gefärbt.
Das Sporenpulver ist lilagrau, lilabraun oder umbrabraun. Die glatten, dickwandigen, ellipsoiden bis mandelförmigen Sporen besitzen einen Keimporus.
Die Gattung der Träuschlinge wird zudem durch die Anwesenheit von sich vom Basismyzel und den Rhizomorphen ablösenden Acanthocyten, längliche Zellen mit scharfen Spitzen, die dem Fangen von Fadenwürmern (Nematoden) dienen, definiert. Stropharia acanthocystis, eine aus Brasilien beschriebene Art, bildet sogar Acanthocyten im Hymenium aus und Stropharia acanthostipitata, eine Art, die aus der Dominikanischen Republik und Französisch-Guayana beschrieben wurde, auf der gesamten Stieloberfläche.

## Ökologie
Die Träuschlinge sind nematodenfangende Pilze, die auf Erdboden, Dung, Humus, Detritus, Streu oder moderigem Holz wachsen können.

## Arten
Die früher breit gefasste Gattung der Träuschlinge wurde aufgrund genetischer Studien eingeengt. Der Weißgezähnelte Träuschling (S. albocrenulata) wurde aufgrund von DNA-Untersuchungen und phylogenetischen Analysen in die monotypische Gattung der Scheinträuschlinge (Hemistropharia) separiert. Die dungbewohnenden und keine Acanthocyten, sondern im Myzel Astrozystiden bildenden Arten wurden, gestützt durch genetische Studien, in die Gattung Protostropharia überführt. Weitere Arten wurden ebenfalls aufgrund genetischer Studien in die Gattung Leratiomyces überführt, sodass die Gattung der Träuschlinge im engen Sinn nun durch die Nematodenfangzellen definiert wird. Die Artenzahl in Europa ist dadurch entsprechend übersichtlich.
| Träuschlinge (Stropharia) in Europa |                                                               |                                                       |
| \| Deutscher Name \| Wissenschaftlicher Name \| Autorenzitat \| \| ------------------------------------------------- \| ------------------------------------------------------------- \| ----------------------------------------------------- \| \| Grünspan-Träuschling \| Stropharia aeruginosa \| (Curtis 1786 : Fries 1821) Quélet 1872 \| \| Hyalinweißer Träuschling \| Stropharia albonitens \| (Fries 1857) Quélet 1875 \| \| \| Stropharia alpina \| (M. Lange 1955) M. Lange 1980 \| \| Grünblauer Träuschling \| Stropharia caerulea \| Kreisel 1979 \| \| Krönchen-Träuschling \| Stropharia coronilla \| (De Candolle 1805 : Fries 1821) Quélet 1872 \| \| Salzboden-Träuschling \| Stropharia halophila \| Pacioni 1988 \| \| Üppiger Träuschling \| Stropharia hornemannii \| (Fries 1818 : Fries 1821) S. Lundell & Nannfeldt 1934 \| \| Purpurgrauer Träuschling \| Stropharia inuncta \| (Fries 1828 : Fries 1828) Quélet 1872 \| \| Dunkelsporiger oder Schwarzblättriger Träuschling \| Stropharia melanosperma \| (Bulliard 1812 : Fries 1821) Quélet 1872 \| \| Weißblauer Träuschling \| Stropharia pseudocyanea (beschrieben als „pseudo-cyanea“) \| (Desmazières 1823 : Fries 1832) Morgan 1908 \| \| Riesen- oder Kultur-Träuschling \| Stropharia rugosoannulata (beschrieben als „rugoso-annulata“) \| Farlow 1922 \| |                                                               |                                                       |
| Deutscher Name | Wissenschaftlicher Name                                       | Autorenzitat                                          |
| Grünspan-Träuschling | Stropharia aeruginosa                                         | (Curtis 1786 : Fries 1821) Quélet 1872                |
| Hyalinweißer Träuschling | Stropharia albonitens                                         | (Fries 1857) Quélet 1875                              |
| | Stropharia alpina                                             | (M. Lange 1955) M. Lange 1980                         |
| Grünblauer Träuschling | Stropharia caerulea                                           | Kreisel 1979                                          |
| Krönchen-Träuschling | Stropharia coronilla                                          | (De Candolle 1805 : Fries 1821) Quélet 1872           |
| Salzboden-Träuschling | Stropharia halophila                                          | Pacioni 1988                                          |
| Üppiger Träuschling | Stropharia hornemannii                                        | (Fries 1818 : Fries 1821) S. Lundell & Nannfeldt 1934 |
| Purpurgrauer Träuschling | Stropharia inuncta                                            | (Fries 1828 : Fries 1828) Quélet 1872                 |
| Dunkelsporiger oder Schwarzblättriger Träuschling | Stropharia melanosperma                                       | (Bulliard 1812 : Fries 1821) Quélet 1872              |
| Weißblauer Träuschling | Stropharia pseudocyanea (beschrieben als „pseudo-cyanea“)     | (Desmazières 1823 : Fries 1832) Morgan 1908           |
| Riesen- oder Kultur-Träuschling | Stropharia rugosoannulata (beschrieben als „rugoso-annulata“) | Farlow 1922                                           |

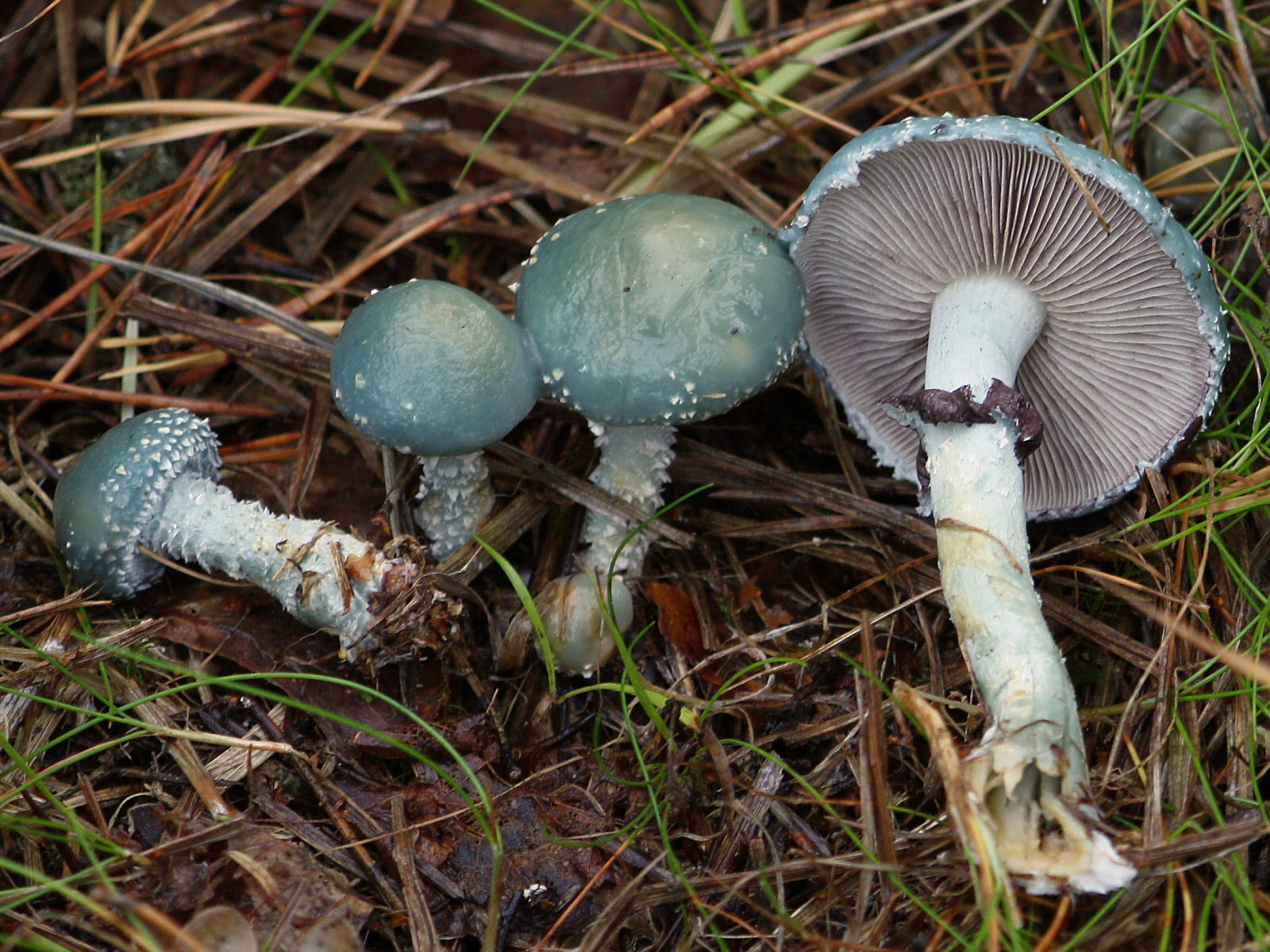
Grünspan-Träuschling Stropharia aeruginosa
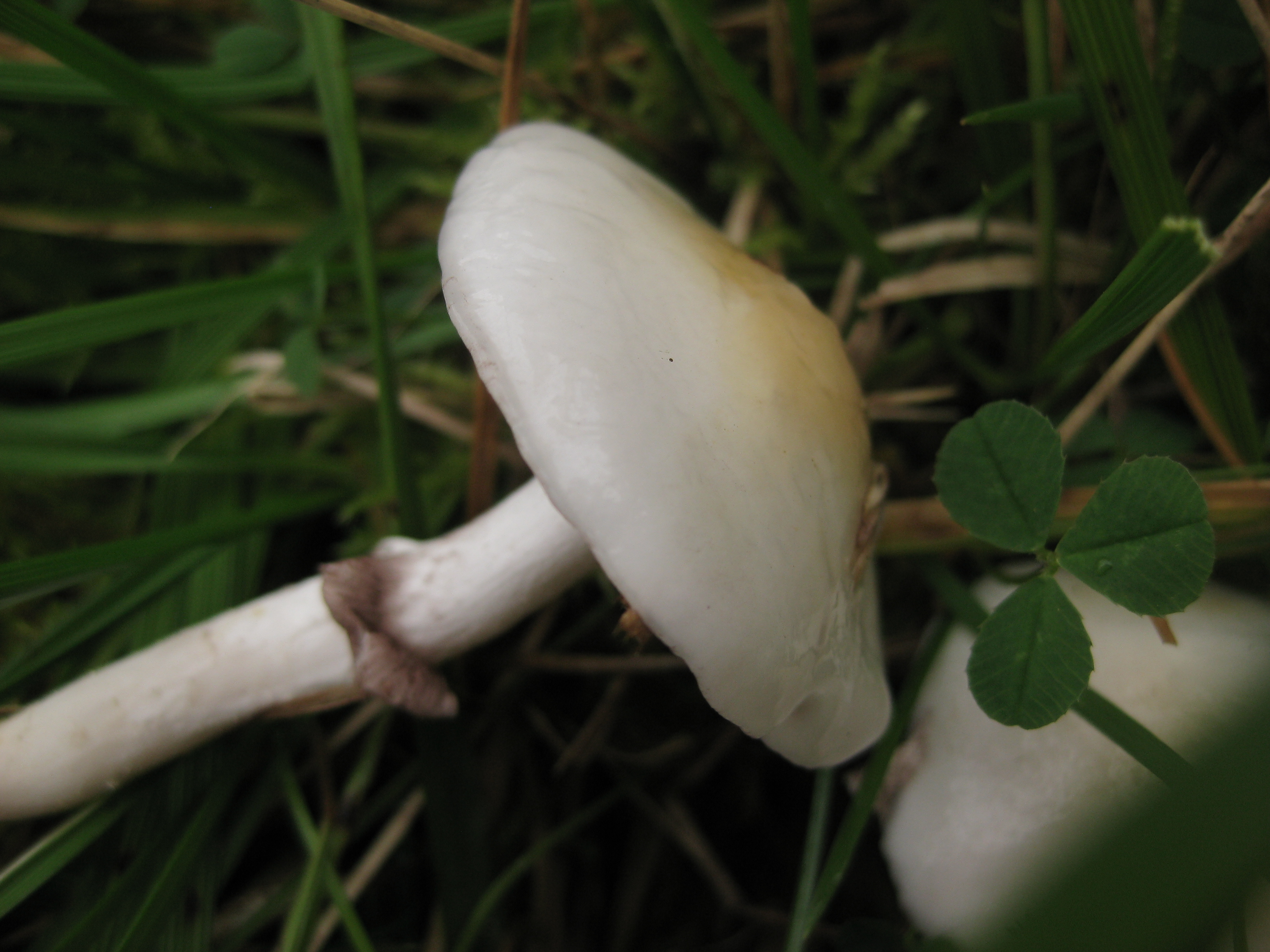
Hyalinweißer Träuschling Stropharia albonitens
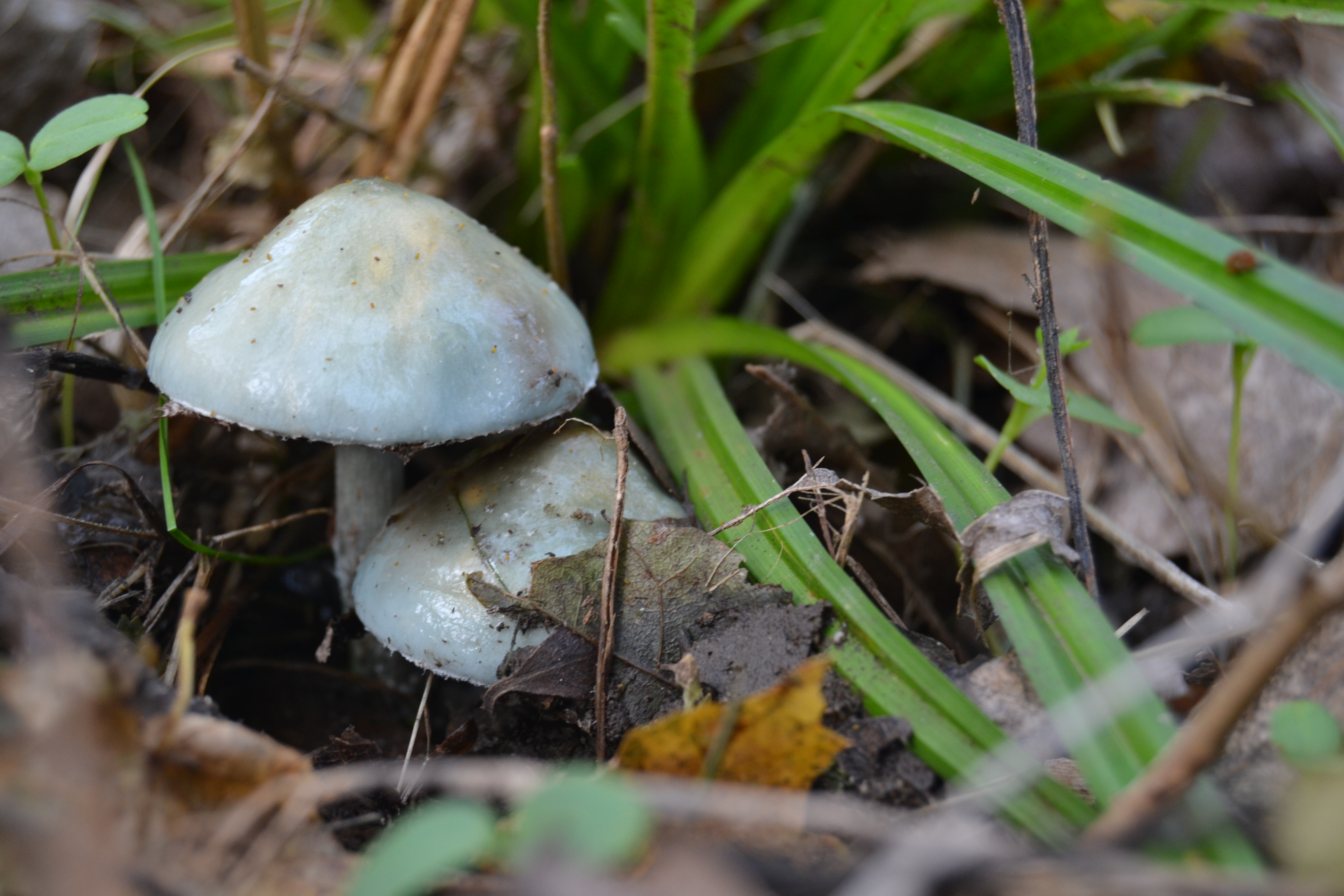
Grünblauer Träuschling Stropharia caerulea
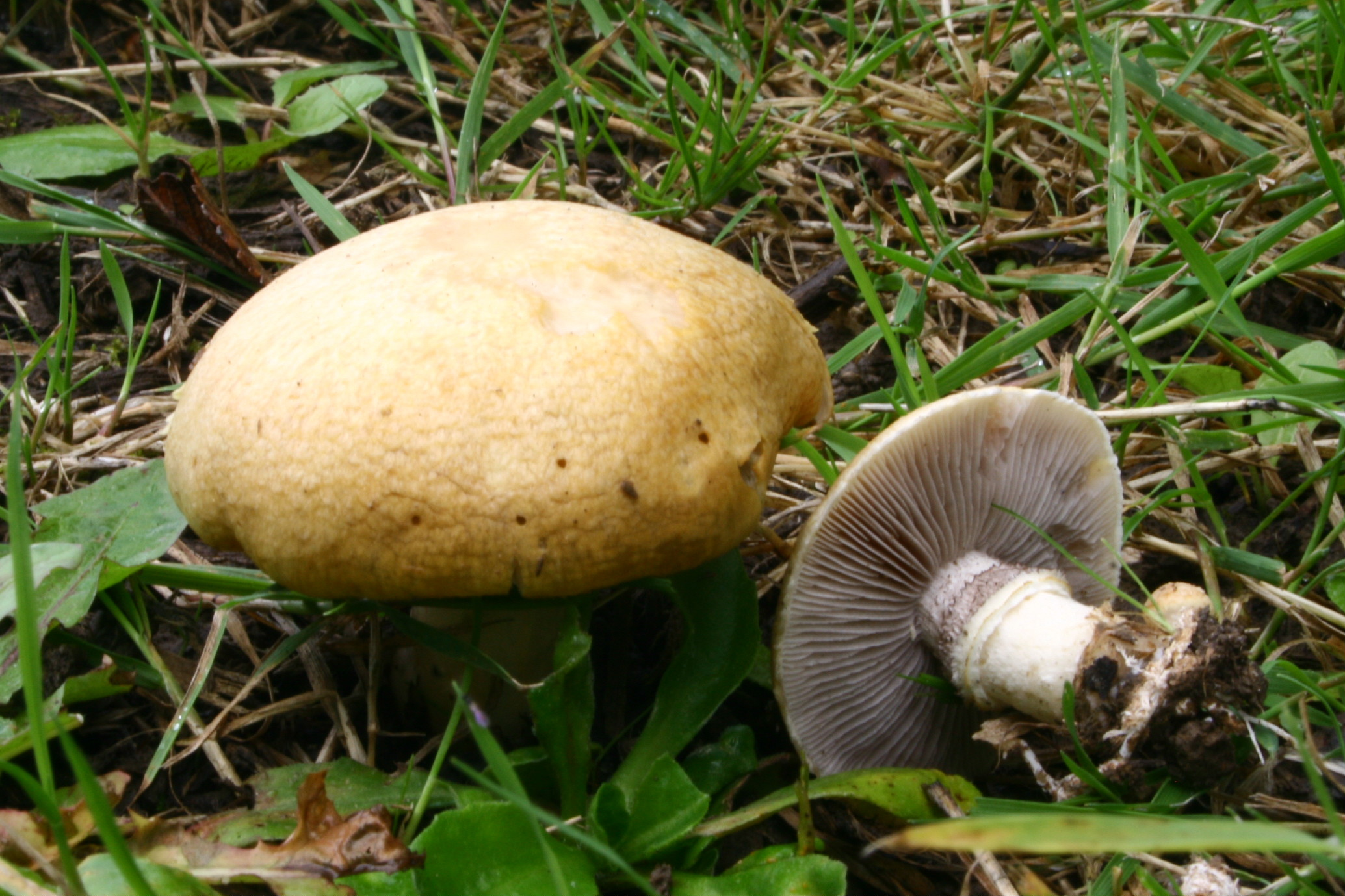
Krönchen-Träuschling Stropharia coronilla
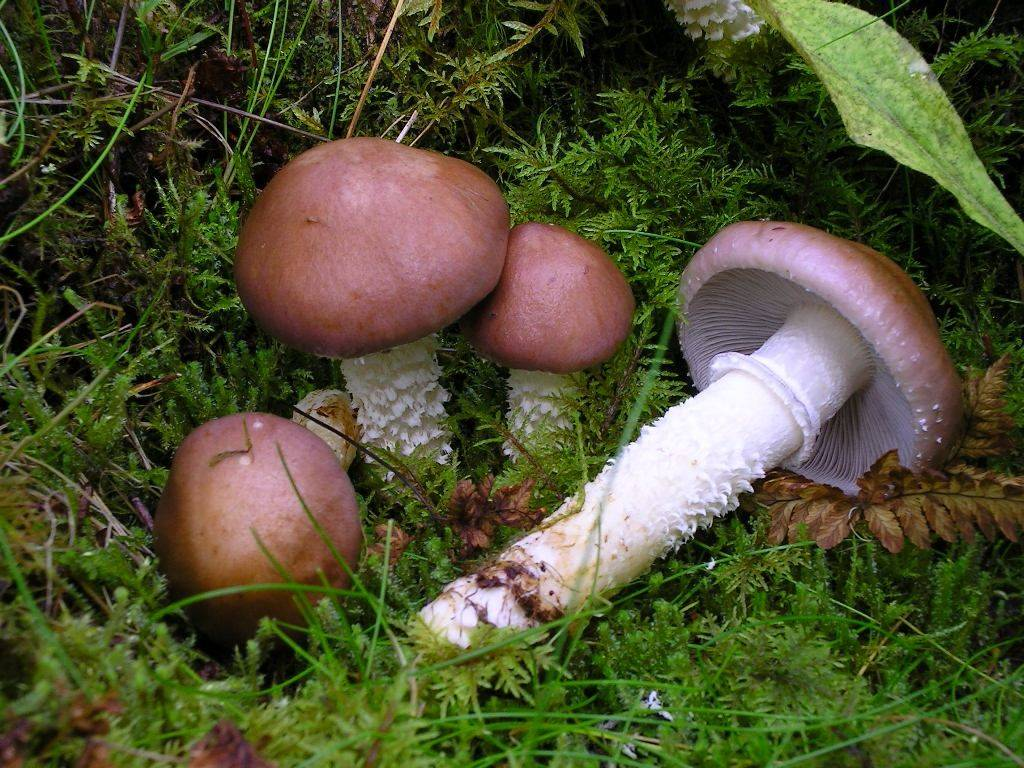
Üppiger Träuschling Stropharia hornemannii
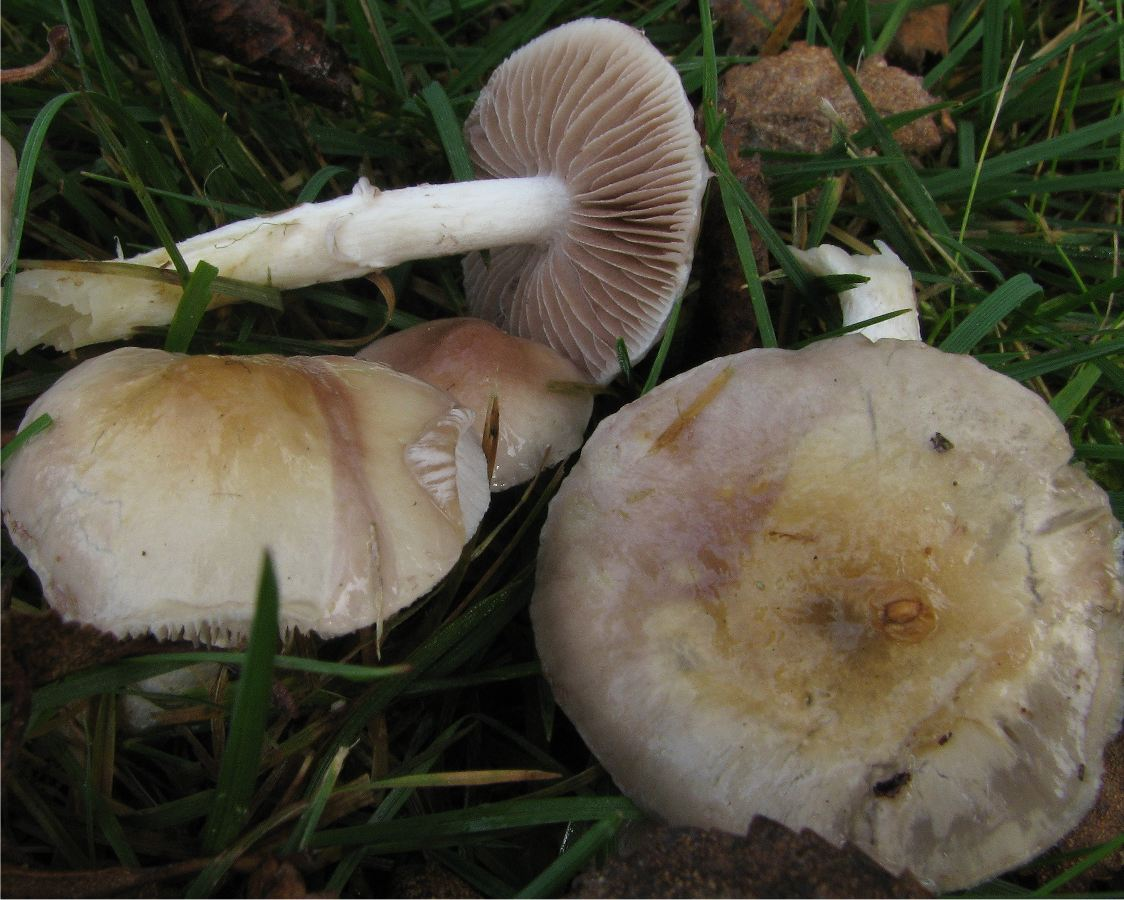
Purpurgrauer Träuschling Stropharia inuncta
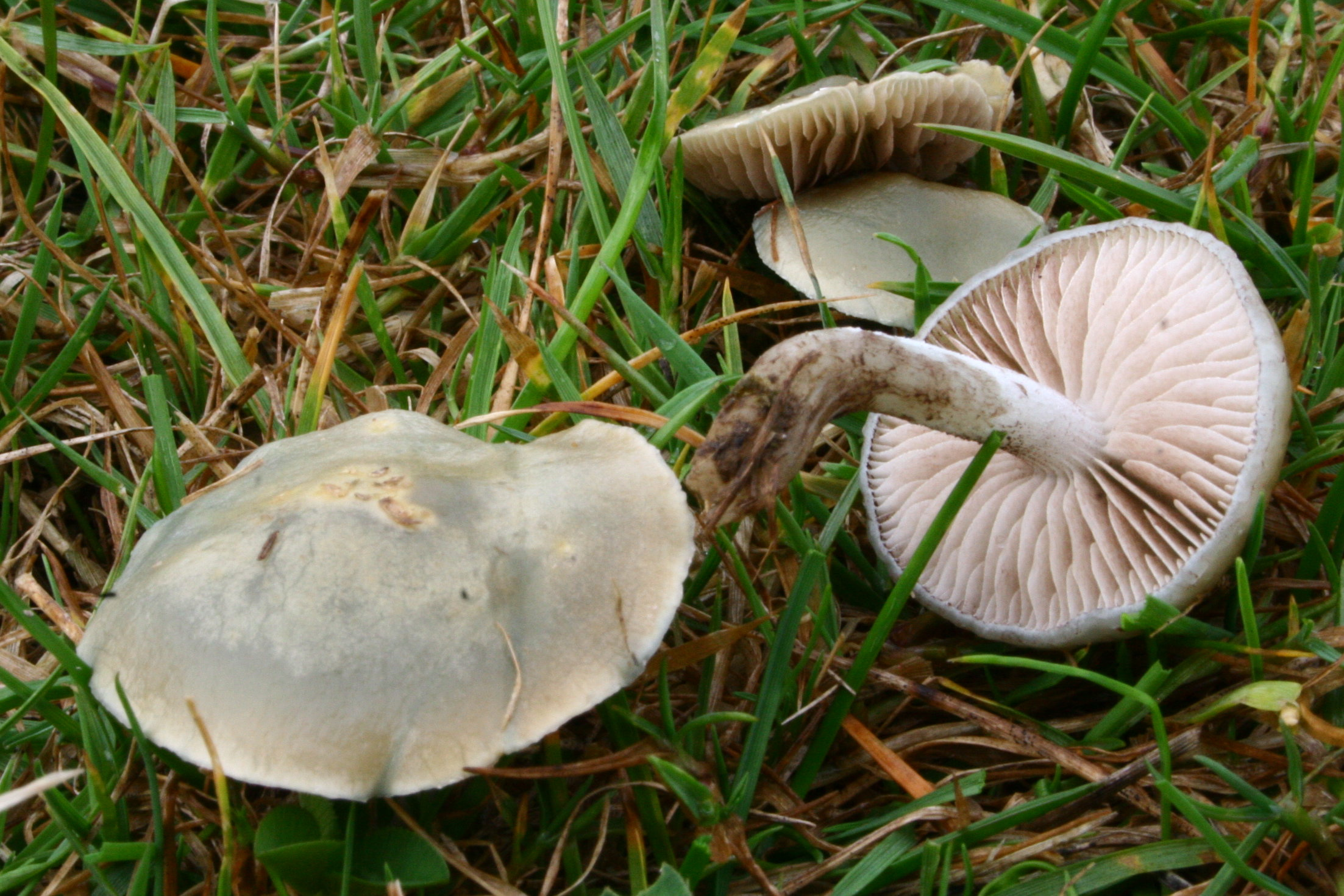
Weißblauer Träuschling Stropharia pseudocyanea
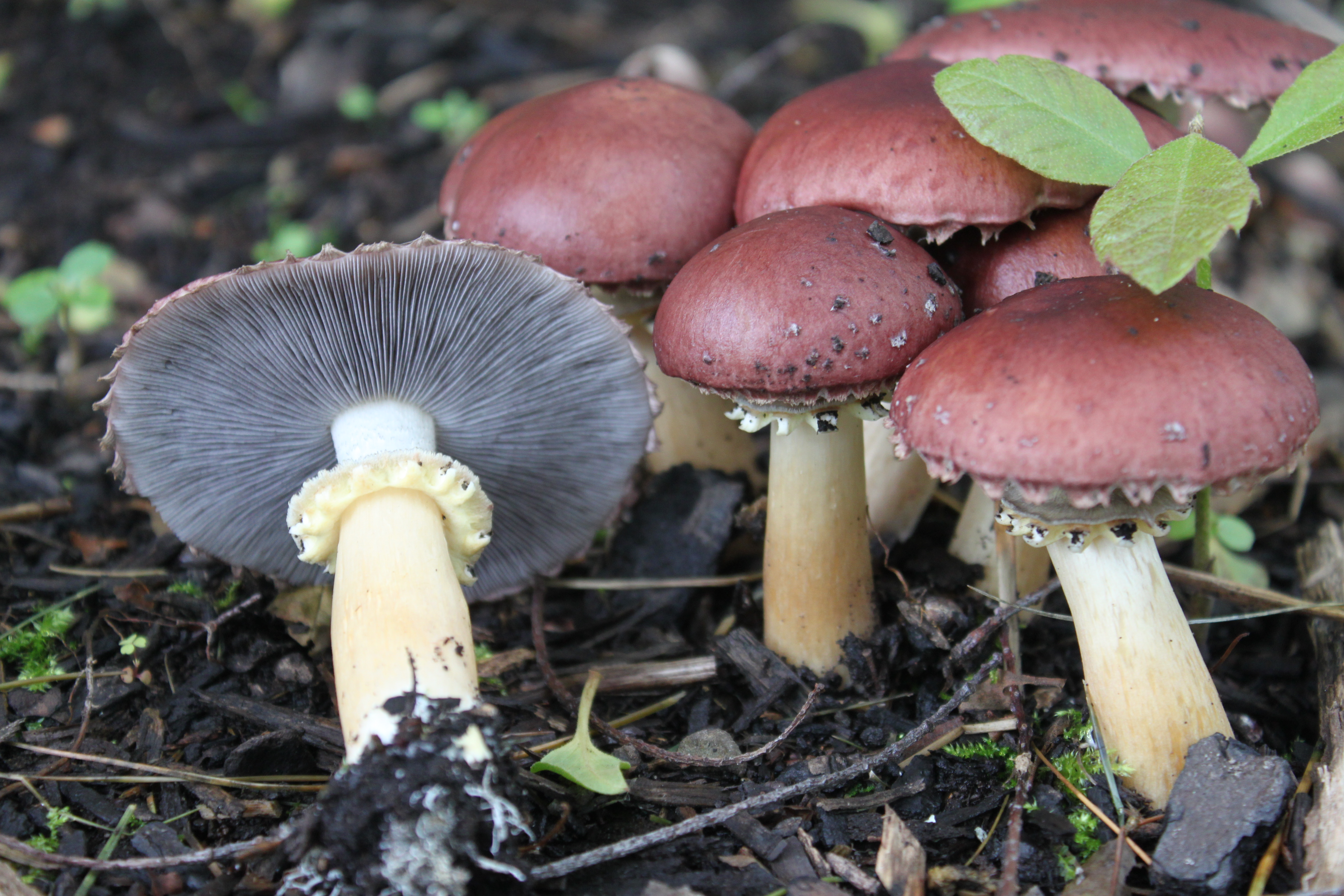
Riesen- oder Kulturträuschling Stropharia rugosoannulata

## Bedeutung
Einige Träuschlinge sind essbar, der Riesen-Träuschling wird auch als Speisepilz kultiviert.